# Digitized Sky Survey

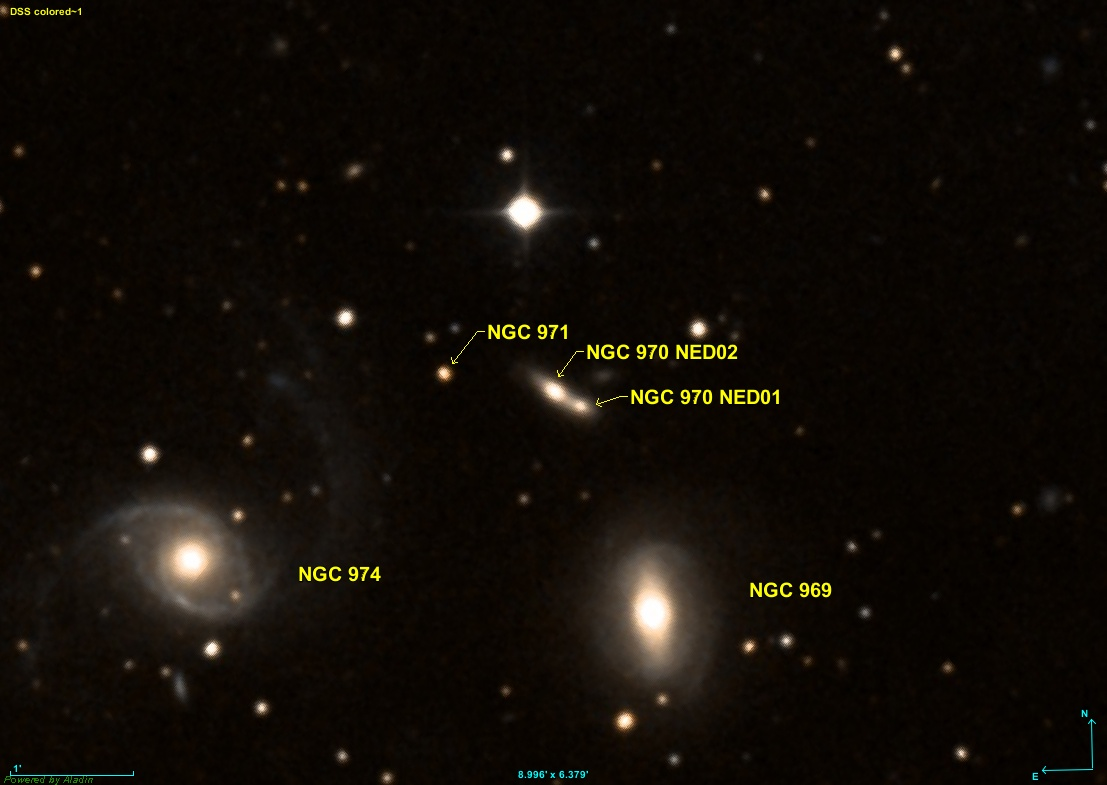
DSS afbeelding met NGC 969, NGC 970, NGC 971, en NGC 974.

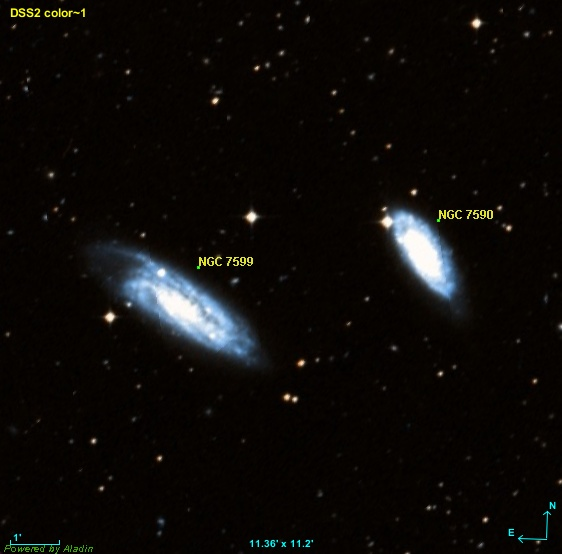
DSS2 afbeelding met NGC 7590 en NGC 7599.

De Digitized Sky Survey (DSS) is een digitale versie van verschillende fotografische astronomische surveys van de nachthemel, die tussen 1983 en 2006 geproduceerd is door het Space Telescope Science Institute (STScI).

## Versies en oorsprong

### DSS1 (eerste generatie)
De term Digitized Sky Survey verwijst oorspronkelijk naar de publicatie in 1994 van een digitale versie van een fotografische atlas van de hele hemel die toen gebruikt is voor het verkrijgen van de eerste versie van de Guide Star Catalog (een stercatalogus die wordt gebruikt voor het selecteren van volgsterren bij waarnemingen van zwakke objecten met de Ruimtetelescoop Hubble).
Voor de noordelijke hemel werden hoofdzakelijk de rood-gevoelige E-platen van de National Geographic Society – Palomar Observatory Sky Survey gebruikt (preciezer: Eastman Kodak platen met een IIIa-E fotografische emulsie), die werden aangeduid met code "XE" in de DSS. 
Voor de zuidelijke hemel werden de blauw-gevoelige J-platen (Eastman Kodak IIIa-J) van de ESO/SERC Southern Sky Atlas (SERC-J, code "S") gebruikt samen met de quick V-band (V in het Johnson–Kron–Cousins fotometrisch systeem) Eastman Kodak IIa-D platen van de SERC-J Equatorial Extension (SERC-QV, code "XV"). Beide sets platen zijn gemaakt met de UK Schmidt Telescope van het Australische Siding Spring Observatory. Drie supplementaire platen in de V-band gemaakt met kortere belichtingstijd van de SERC and Palomar surveys (code "XX") zijn gebruikt voor de velden met de Andromedanevel en de Grote en Kleine Magelhaense Wolk. 
De publicatie van deze platen werd later aangeduid als de eerste generatie DSS of DSS1.

### DSS2 (tweede generatie)
Later werden ook recentere fotografische surveys gedigitaliseerd en gepubliceerd als de tweede generatie DSS of DSS2. 
DSS2 bestaat uit drie fotometrische banden: blauw, rood, en nabij-infrarood.
Het eerste deel waren de rode F-band platen (Eastman Kodak IIIa-F) van de Palomar Observatory Sky Survey II, verkregen met de Samuel Oschintelescoop van het Palomar-observatorium voor de noordelijke hemel. 
Voor de zuidelijke hemel werden de korte (belichtingstijd) rode (short red; SR) platen van de SERC I/SR Survey and Atlas of the Milky Way and Magellanic Clouds (AAO-SR genoemd in DSS2), de Equatorial Red (SERC-ER), en de F-band Second Epoch Survey (AAO-SES genoemd in DSS2, AAO-R in the originele literatuur) gebruikt, alle verkregen met de UK Schmidt Telescope van het Anglo-Australian Observatory.

## Productie
De Digitized Sky Survey werd geproduceerd door de Catalogs and Survey Branch (CASB) van het Space Telescope Science Institute. 
De platen werden gescand door een van twee PerkinElmer PDS 2020G microdensitometers. De pixelgrootte was 25 (DSS1) of 15 micrometers (DSS2), corresponderende met 1,7 of 1,0 boogseconden aan de hemel. Het scannen resulteerde in afbeeldingen met 14.000 x 14.000 (DSS1) of 23.040 x 23.040 pixels (DSS2), of ongeveer 0,4 (DSS1) en 1.1 gigabytes (DSS2) elk. 
Het scannen van DSS1 duurde iets minder dan zeven uur per plaat. Wegens de grootte van de afbeeldingen werden deze gecomprimeerd met gebruik van een H-transform algoritme. Dit veroorzaakt verliezen, maar is adaptief en behoudt de meeste informatie die aanwezig is in de originele afbeelding. De meeste bestanden van DSS1 werden verkleind met een factor zeven. Vergelijkbare methoden werden gebruikt bij de productie van DSD2, maar door verbeteringen van de microdensitometers (simultane metingen met meerdere pixels) kon de scantijd onder de 12 uur per plaat gehouden worden.
CASB heeft verschillende andere wetenschappelijke resultaten gepubliceerd, waaronder een fotometrische kalibratie van een deel van DSS1. Daarmee kunnen fotometrische metingen worden verkregen van de noordelijke POSS-E, zuidelijke SERC-J, en Galactic Plane SERC-V velden.

## Publicatie
De gecomprimeerde versie van DSS1 werd in 1994 gepubliceerd door het STScI en de Astronomical Society of the Pacific (ASP) op 102 cd-roms, onder de naam "Digitized Sky Survey". Deze versie werd ook online beschikbaar bij het STScI en bij verschillende andere instituten en kan interactief gebruikt worden. Later werd First Generation toegevoegd aan de naam.
In 1996 werd een nog meer gecomprimeerde versie van de DSS gepubliceerd door het STScI en ASP onder de naam RealSky. RealSky bestanden zijn gecomprimeerd met een factor van ongeveer 100. Daardoor neemt RealSky minder ruimte in, kan het niet gebruikt worden voor fotometrie en zijn details in de afbeeldingen niet zo goed zichtbaar.
DSS2 verscheen in de loop van een aantal jaren. In 2006 was DSS2 (POSS-II en SES) gereed, en op cd-rom verstuurd naar geassocieerde instituten waar de data nu interactief beschikbaar zijn.